# Basaniet
Basaniet is een felsisch uitvloeiingsgesteente, rijk aan alkalimetalen.

## Eigenschappen

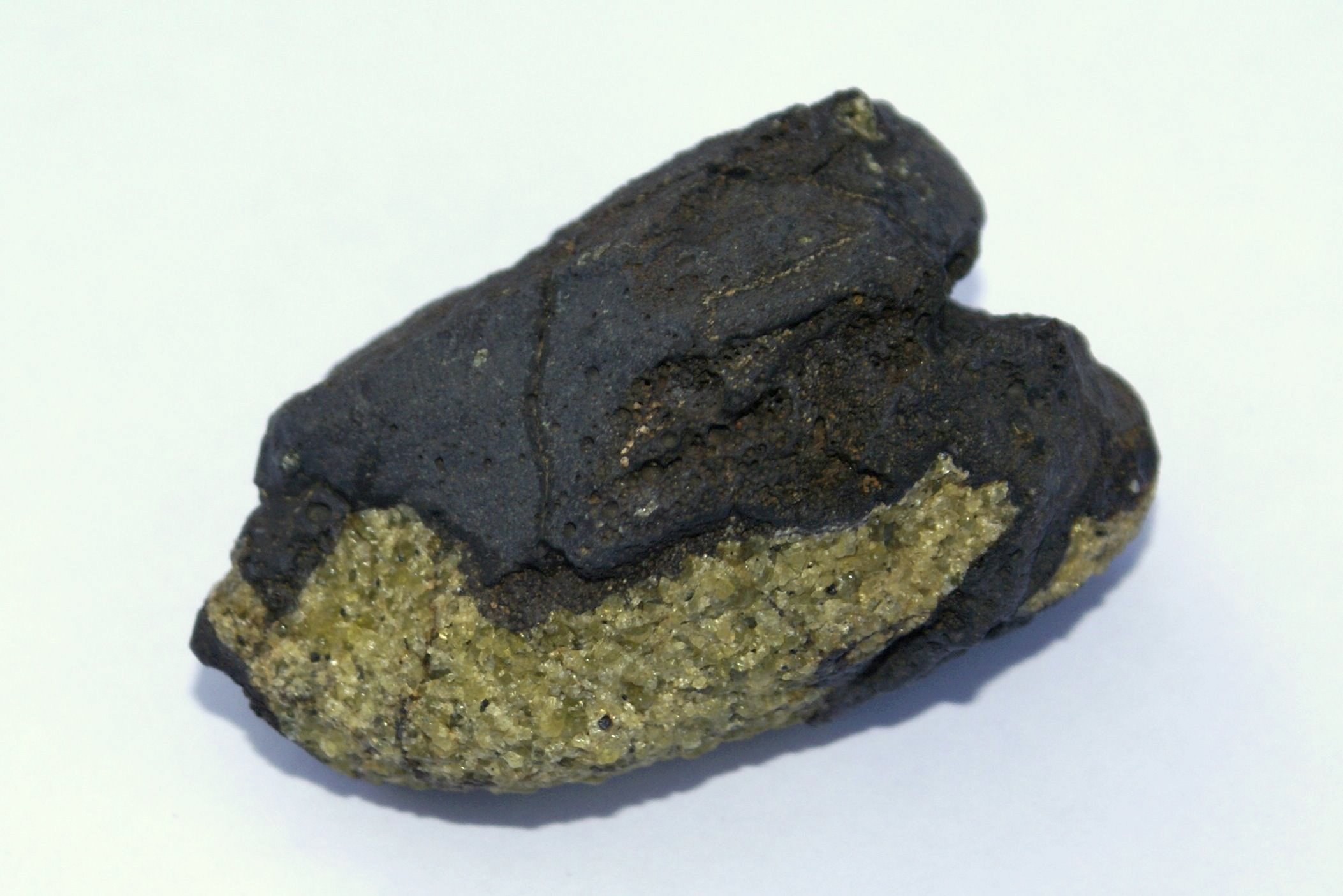
Zwarte basaniet met een xenoliet van groene duniet uit Réunion.

Het stollingsgesteente heeft een afanitische tot porfieritische textuur. Het gesteente bevat voornamelijk veldspaatvervangers en plagioklaas, maar ook clinopyroxenen en olivijn komen voor in basaniet. Kwarts is afwezig. In het QAPF-diagram bevindt basaniet zich tussen basalt (rijker aan plagioklaas) en tefriet (rijker aan veldspaatvervangers). De dieptegesteente-variant van basaniet wordt foid dioriet genoemd.

## Naam

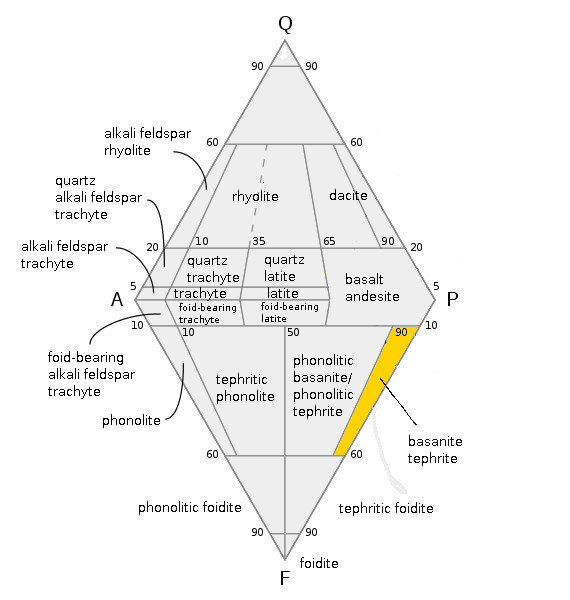
QAPF diagram met basaniet/tefriet in het geel.

In het Engelse taalgebied wordt de term basaniet ook weleens gebruikt om te verwijzen naar lydiet, een metamorfisch gesteente met een hoog gehalte aan radiolariën. Basaniet is echter een magmatisch gesteente en daarom is de gesteentenaam 'basaniet' geen synoniem voor lydiet. Verwarring is op het eerste gezicht mogelijk omdat zowel basaniet als lydiet beide zwart zijn, en het woord basaniet is afgeleid van het Griekse basanos dat 'toetssteen' betekent. Het gesteente basaniet wordt (en werd) echter niet als toetssteen gebruikt. Lydiet is meestal herkenbaar aan de rechthoekige vorm waarin het door abrasie in het grind terecht is gekomen.